# Chinde
Chinde est une ville du district du même nom, province de Zambézie, Mozambique, située le long de la rivière du même nom, à environ 40 milles (64 km) au sud de Quélimane. En 1980, on y compte environ 16 500 habitants.

## Histoire
La petite ville de Chinde, située à environ 40 miles au sud de Quelimane, s'est développée en tant que principal point d'entrée des passagers et des marchandises pour le protectorat britannique d'Afrique centrale, proclamé en 1891. En raison de son emplacement favorable sur la rivière Chinde, qui fait partie du delta du Zambèze, elle avait un potentiel de croissance important, et a supplanté Quelimane et Conceição en tant que port d'entrée le plus approprié.
Jusqu'au troisième quart du XIXe siècle, Quelimane, qui était relié au fleuve Zambèze par un chenal peu profond, était le principal port donnant accès à l'Afrique centrale. La conférence de Berlin de 1884 a établi la libre navigation du Zambèze et de ses affluents, et un certain nombre de missionnaires et de commerçants britanniques qui avaient commencé à visiter et à s'installer dans ce qui est aujourd'hui le Malawi s'y rendaient en utilisant le Zambèze et la rivière Shire. Lorsque le canal de Quelimane cessa d'être praticable, la recherche d'une route alternative conduisit à la découverte de l'embouchure chinde du Zambèze en 1889. Dans le cadre du traité anglo-portugais de 1891, le gouvernement portugais accorda au gouvernement britannique la concession de Chinde pour 99 ans, afin que les Britanniques y établissent un port où les navires de mer pourraient transférer leurs cargaisons aux bateaux à vapeur fluviaux. La concession intérieure, qui était exempte de droits de douane portugais, avait une superficie de 10 hectares, avec une façade fluviale de 420 mètres. Elle contenait des bureaux du gouvernement et des entrepôts commerciaux, des ateliers et des magasins. Une autre concession de 50 hectares, sans exemption de droits de douane, la concession extérieure, était destinée à accueillir la population de Chinde, qui augmentait lentement. Le site choisi était une sablière avec l'océan Indien au sud et la rivière Chinde au nord. Une crique à marée séparait virtuellement la Concession du continent, ce qui en faisait plus une île qu'une péninsule.
Chinde a brièvement prospéré en tant que port de l'Afrique centrale britannique (à partir de 1907 le Nyassaland). À la fin du XIXe siècle, les navires de haute mer des lignes Union Castle et German East Africa étaient rejoints à Chinde par de petits bateaux à vapeur fluviaux qui transportaient les passagers et les marchandises jusqu'à la tête de la navigation sur la rivière Shire à Katunga, le point de la rivière le plus proche de Blantyre, la principale ville du protectorat britannique d'Afrique centrale, un voyage d'environ sept jours. L'African Lakes Company possédait une station commerciale dans la concession et entretenait environ six bateaux à vapeur de 40 tonnes sur les rivières Zambèze et Shire. Deux autres compagnies britanniques possédaient cinq autres vapeurs de 20 à 30 tonnes sur cet itinéraire.
Durant plusieurs années avant 1922, l'érosion du sable mou dans lequel la Concession avait été construite a représenté un problème croissant. De nombreux bâtiments antérieurs ont dû être démontés et reconstruits pour éviter d'être emportés par les éléments. Lorsqu'un cyclone a gravement endommagé le port en février 1922, il était déjà en déclin car seuls des navires relativement petits pouvaient l'utiliser ; et le port de Beira constituait déjà une meilleure alternative. Il aurait été difficile et très coûteux de restaurer complètement Chinde, mais des tentatives ont été faites pour réparer le plus gros des dommages. Cependant, une fois que la liaison ferroviaire entre le Nyassaland et Beira a été achevée en 1922, le principal objectif de l'existence de la concession a disparu. La concession britannique a été abandonnée et le bail a été annulé en 1923. Chinde est retourné sous contrôle portugais : il a cessé de servir de port pour le Nyassaland, mais a continué à servir de port local, en particulier pour les exportations de sucre de Sena Sugar Estates depuis la vallée du Zambèze.